# Melicertus latisulcatus
Melicertus latisulcatus ist eine Geißelgarnelenart der Gattung Melicertus aus der Unterordnung Dendrobranchiata. Im englischen Sprachraum wird die Art als Western king prawn bezeichnet.

## Merkmale
Melicertus latisulcatus erreicht ein Gewicht von bis zu 60 Gramm sowie eine Gesamtlänge von 13,7 Zentimetern bei Männchen und 19 Zentimetern bei Weibchen. Als Art  aus der Unterordnung Dendrobranchiata hat Melicertus latisulcatus je fünf Pereiopoden (Schreitbeine) gefolgt von fünf zweigliedrigen Pleopoden (Schwimmbeinen). Die Uropoden (hinterstes Schwimmbeinpaar) besitzen keine Diaresis (quer verlaufende Furche). Die Oberfläche von Carapax (harte Bedeckung der Körperoberseite) und Abdomen (Bauch) ist jeweils glatt. Das Rostrum (Stirnstachel am Rückenschild) weist 10 bis 12 dorsale und einen ventralen Zahn auf. Das Telson (hinterster Körperabschnitt bei Gliederfüßern) hat eine mittig verlaufende Furche und lateral drei Paar relativ lange Stacheln. Die Körperfarbe ist beige bis hellbraun am Carapax und Abdomen und bläulich gelb an den Pereiopoden und Pleopoden. Die Antennen sind weiß.
Jedes Pleuron (Rückensegment bei Krebstieren) des Abdomen (Hinterleib eines Gliederfüßers) weist lateral einen kurzen, senkrechten, schwarzen Balken auf und zudem dorsal dunkelbraune Flecken an den Übergängen. Die Uropoden sind hellgelb bzw. in der distalen Hälfte hellblau, ebenso wie die Exopoditen. Das Telson ist blau gefärbt und mit karminroten Haaren gefranst.

## Vorkommen
Das natürliche Verbreitungsgebiet von Melicertus latisulcatus liegt im Indopazifik. Im Südwesten des Indischen Ozeans findet sich die Art an der Südostküste Afrikas bis Mosambik. Weiter nach Nordosten ist sie unter anderem im Roten Meer, Persischen Golf und Arabischen Meer verbreitet. Weiterhin kommt sie im Westpazifik von den Küsten Nordkoreas und Japans bis nach Australien vor. Ihr südlichstes Verbreitungsgebiet ist der Gulf Saint Vincent an der Südküste Australiens.

## Lebensweise
Melicertus latisulcatus bevorzugt benthische Meereszonen in den Tropen bis Subtropen mit Temperaturen um die 25 °C und Tiefen von 0 bis 80 Metern.
Die Garnelenart ist vorwiegend nachtaktiv und vergräbt sich tagsüber im Meeresgrund. Die Laichzeit erstreckt sich von Juni bis Dezember mit Maxima von Juni bis August und im November. Während der nächtlichen Paarung zeigt Melicertus latisulcatus ein Balzverhalten. Das Männchen überträgt seine Spermatophore anschließend auf das Thelycum des Weibchens. Nach dem Schlüpfen durchlaufen die Larven vier Entwicklungsstadien und mehrere Häutungen von einer Naupliuslarve über eine Zoealarve und anschließende Mysis zur Post-Larve, die sich über ihre Schwimmbeine fortbewegt. Die Jungtiere leben zunächst in Küstennähe in Seegraswiesen und Mangrovensümpfen, wohingegen adulte Tiere weiter von der Küste entfernt über schlammigen und sandigen Meeresböden verbreitet sind.

## Nutzung
Die Geißelgarnelen werden als Meeresfrucht u. a. in Indien und den Philippinen mit Trawlern wild gefangen.

## Taxonomie
Die Art wurde 1896 von dem japanischen Zoologen Kishinouye Kamakiche erstbeschrieben. Teilweise wird sie immer noch der Gattung Penaeus zugeordnet.